# Aymeri VI de Narbonne
Pour les articles homonymes, voir Aymeri de Narbonne (homonymie).
Aymeri VI de Narbonne (v. 1328-1388), vicomte de Narbonne de 1341 à 1388 et seigneur de Puisserguier, est un seigneur et homme de guerre français du XIVe siècle. Il a été amiral de France de 1369 à 1373.

## Biographie
Né vers 1328, fils du vicomte Aymeri V de Narbonne et de sa seconde épouse, Tiburge de Son, dame de Puisserguier, Aymeri VI devient vicomte de Narbonne en 1341 sous la tutelle de sa mère après la mort de son demi-frère, Amalric III, le 28 février 1341.
Le 16 février 1342, il prête serment de fidélité au nouvel archevêque, Gaubert du Val, pour la moitié occidentale de la cité narbonnaise.
Le 14 décembre 1344, au château royal de Perpignan, le vicomte fait hommage au roi d'Aragon Pierre IV le Cérémonieux pour ses terres du Roussillon, à la suite de la conquête de ce territoire quelques mois plus tôt par les Aragonais sur Jacques III de Majorque.
Aymeri VI est fait prisonnier à deux reprises par les Anglais, le 21 octobre 1345, à la bataille d'Auberoche, puis le 19 septembre 1356, à la bataille de Poitiers, où il est aussi blessé.
Du 8 au 10 novembre 1355, avec 500 hommes d'armes, il résiste dans Narbonne aux assauts des forces menées par le Prince noir lors de sa chevauchée de Bordeaux à la Méditerranée.
En 1358, il remplit brièvement la charge de « gouverneur et capitaine général en Languedoc » pour le roi de France.
De 1381 à 1384, dans le contexte troublé de la révolte des Tuchins et de l'opposition à la nomination de Jean de Berry comme gouverneur de Languedoc, menée par le comte de Foix Gaston Fébus, Aymeri VI, allié du duc de Berry, mène une violente guerre (la « guerre du vicomte ») contre les consuls et les habitants de Narbonne, partisans du comte de Foix. Le vicomte assiège Narbonne avec ses troupes et fait détruire le barrage sur l'Aude à Moussoulens, ce qui empêche l'écoulement de l'eau dans la robine, privant ainsi les Narbonnais d'eau, empêchant le fonctionnement des moulins et asséchant les fossés des remparts. Selon une plainte des consuls, les hommes d'armes du vicomte auraient mis à mort plusieurs habitants de Narbonne qui travaillaient dans leurs champs et leurs vignes et qui ne purent se racheter, auraient torturé un vieillard en lui arrachant les dents, jeté dans les puits les corps de plusieurs de leurs victimes en les privant de sépulture chrétienne et se seraient emparés de plusieurs femmes de la ville pour les violer.
La « guerre du vicomte » arrête durablement le redressement économique et social de Narbonne.
Vers 1385, le duc de Berry, alors lieutenant du roi en Languedoc, nomme Aymeri capitaine général dans la sénéchaussée de Baucaire.
Le 30 avril 1388, Aymeri et son héritier, l'aîné de ses fils Guillaume, forment une alliance avec le comte Jean III d'Armagnac, envers tous et contre tous, à l'exception du roi et des princes de France. L'entente, ratifiée par Aymeri et son fils au château de Fabrezan, le 8 mai suivant, prévoyait que le vicomte devenait vassal du comte d'Armagnac, moyennant 400 livres de rente à assigner en Rouergue. 
Le vicomte Aymeri meurt peu de temps et est inhumé dans l'abbaye de Fontfroide.
Son fils Guillaume Ier de Narbonne lui succède.

## Mariages et descendance
Aymeri VI de Narbonne a été marié à quatre reprises.
Il épouse en premières noces Béatrice de Sully, fille de Jean II († 1343), seigneur de Sully et de son épouse Marguerite, fille de Louis Ier, duc de Bourbon.
Veuf, il se remarie au début de l'année 1360 avec Yolande, quatrième fille d'Amédée III, comte de Genève et de son épouse Mathilde, fille de Robert VII, comte d'Auvergne et de Boulogne. Les négociations pour ce mariage avaient été engagées dès novembre 1358. La nouvelle épousée, nièce de l'influent cardinal Guy de Boulogne, apportait une dot de 16 000 florins, promise par son père le 17 janvier 1360, et pour laquelle Aymeri touchait encore des acomptes en novembre 1361,.
Le vicomte convole une troisième fois en 1363 avec Béatrice d'Arborée (morte en 1377), fille aînée de Mariano IV, juge d'Arborée, sur l'île de Sardaigne et de son épouse Timbor (it), fille de Dalmau VII (ca), vicomte de Rocaberti (ca). Le couple eut de nombreux enfants, dont
Guillaume Ier, successeur d'Aymeri VI à la tête de la vicomté. C'est de cette union que son petit-fils Guillaume II tirera ses prétentions sur la Sardaigne en 1407.
En quatrièmes noces, Aymeri épouse après mai 1383 Guillema de Vilademany, fille unique du seigneur catalan Bernat de Vilademany (près d'Aiguaviva) et de Blanca de Vallgornera, veuve de Pere III Galceran de Pinos, mort entre le 4 avril et le 18 mai 1383, seigneur de Bagà et des baronnies de Lucà, de la Portella et autres lieux, qu'elle avait épousé en 1362, alors qu'elle était encore mineure. Désignée héritière universelle par son père dans son testament du 9 octobre 1345, elle avait renoncé à sa succession le 16 janvier 1363 en faveur de son oncle Pere de Vilademany, moyennant compensation financière. Veuve une seconde fois et n'ayant eu aucun enfant de ses deux unions, Guillema teste le 6 octobre 1399, en demandant à être inhumée dans l'église de Saint-Jean-de-Jérusalem de Barcelone.